# Pugey
Pugey település Franciaországban, Doubs megyében. Lakosainak száma 686 fő (2022. január 1.). Pugey Beure, Épeugney, Chenecey-Buillon, Larnod, Montrond-le-Château és Fontain községekkel határos.

## Népesség
A település népességének változása:
| Lakosok száma | 267  | 495  | 517  | 739  | 784  | 759  | 742  | 731  | 716  | 686  |
|               | 1968 | 1982 | 1990 | 2006 | 2013 | 2015 | 2017 | 2019 | 2020 | 2022 |